# Heinrich Carl Wilhelm Bunge
Heinrich Carl Wilhelm Bunge, född 22 mars 1817, död 19 juli 1849 i Hedvig Eleonora församling, Stockholms stad, var en svensk cellist vid Kungliga hovkapellet.

## Biografi
Heinrich Carl Wilhelm Bunge föddes 22 mars 1817. Han anställdes den 1 september 1840 som cellist vid Kungliga hovkapellet i Stockholm. Bunge avled 19 juli 1849 i Stockholm.